# Otto Casmann
Otto Casmann (né en 1562 à Warburg, mort le 1er août 1607 à Stade) est un philosophe humaniste allemand.

## Biographie
En 1581, Casmann étudie la philosophie auprès de Rudolf Goclenius l'Ancien à Marbourg. En septembre 1582, il étudie la philosophie et la théologie à Helmstedt où il obtient une maîtrise de philosophie. En 1587, il s'inscrit à l'université de Heidelberg. Pendant ses études, il se convertit du catholicisme au protestantisme.
Déjà à Helmstedt, Casmann a une activité d'enseignement avec des conférences sur la logique, dans lesquelles il se prononce clairement contre le système aristotélicien. En 1589, Casmann va à l'école de trivium de Schüttorf, qui est déplacé à Steinfurt en 1591. Il y enseigne la philosophie et l'anthropologie. En 1594, Casmann reçoit une offre pour être recteur à Stade, où le magistrat avait installé un gymnasium. Casmann enseigne ici la philosophie et la théologie avec un accent sur la logique et la philosophie naturelle.
Casmann est important pour l'histoire de l'anthropologie et de la psychologie. Il initie la séparation de ces deux sciences de la métaphysique aristotélicienne et est donc un représentant classique de la sécularisation des sciences au début de la période moderne. Dans l'ouvrage Psychologia anthropologica, sive animae humanae doctrina (Hanau, 1594), créé pendant son séjour à Steinfurt, il consolide le terme anthropologie inventé par Magnus Hundt. Le deuxième volume de Psychologia anthropologica (Hanau 1596, également intitulé Secunda pars anthropologiae: hoc est: fabrica humani corporis) sur la structure du corps humain est écrit par Casmann pendant son séjour à Stade. En 1594, Casmann définit l'anthropologie comme « la doctrine de la nature humaine », laquelle est une particularité d'être qui participe au double monde-nature, le spirituel et le physique, qui sont unis à la base de la raison.
Otto Casmann meurt des suites d'un surmenage à 45 ans. Il laisse une femme et trois filles.
Les ouvrages Opera omnia en 1601 et Rhetoricae tropologiae praecepta ex. A. Thalaeo methodica en 1603 sont mis à l’Index librorum prohibitorum.